# Атака в съдебната палата в Истанбул (2024)
На 6 февруари 2024 г. е извършено въоръжено нападение срещу полицейски участък близо до Съдебната палата в Истанбул в околия Шишли. Убити са трима души – един цивилен и двама нападатели, а 6 души са ранени, в резултат на което част от Съдебната палата е затворена и са взети широки мерки за сигурност в квартала. Шест души, трима от които полицаи, са ранени, а нападателите Пънар Биркоч и Емрах Яйла, както и един цивилен, са убити. Министърът на правосъдието на Турция – Йълмаз Тунч, обявява, че е започнато многостранно разследване на инцидента.
Министърът на вътрешните работи – Али Йерликая, съобщава пред представители на пресата, че са били претърсени 25 къщи и са задържани общо 40 заподозрени. Върховният съвет за радио и телевизия на Република Турция обявява, че е наложена забрана за излъчване на инцидента. Полицейски екипи обявяват, че на мястото на инцидента са открити пластмасови белезници, 48 гилзи и документи. Али Йерликая съобщава, че двамата нападатели са били членове на Революционната народно-освободителна партия-фронт, класифицирана като терористична група от Турция.